# Distretto di Doğanşar
Il distretto di Doğanşar (in turco Doğanşar ilçesi) è uno dei distretti della provincia di Sivas, in Turchia.
| Controllo di autorità | VIAF (EN) 150264928 · LCCN (EN) n96117855 · J9U (EN, HE) 987007535509605171 |